# 酒精強化ワイン

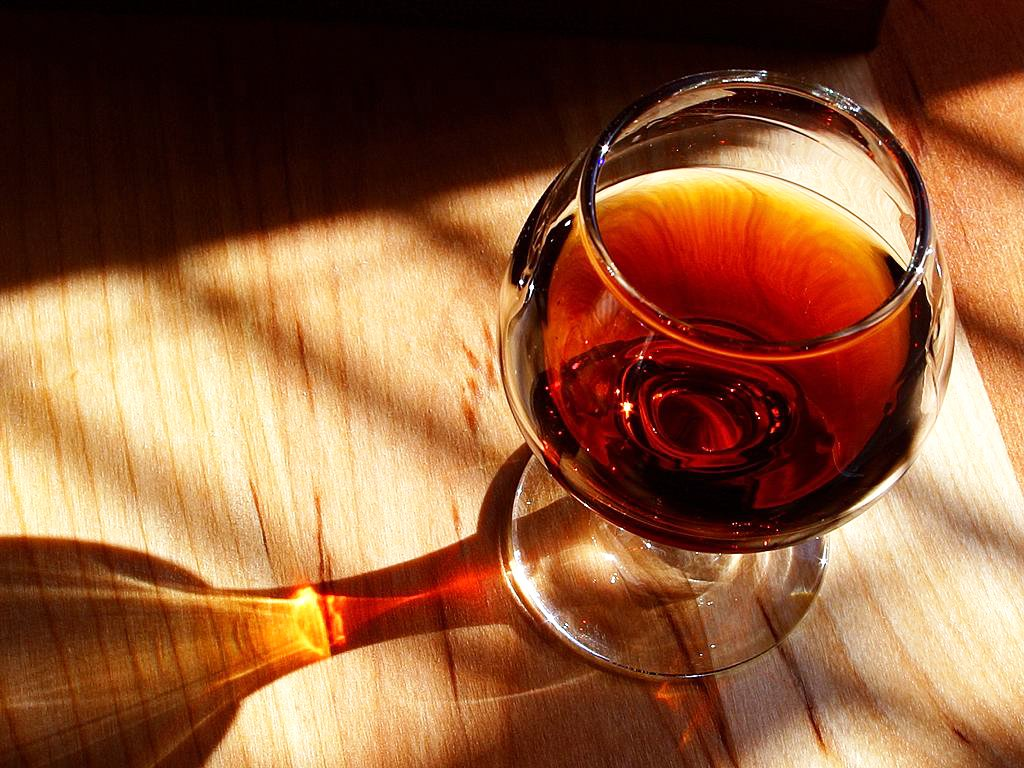
グラスに入ったトウニー・ポート

酒精強化ワイン（しゅせいきょうかワイン）は、醸造過程でアルコール（酒精）を添加することでアルコール度数を高めたワイン。フォーティファイド・ワイン（fortified wine）とも呼ばれる。赤ワイン、白ワインともに作られている。
ワインをベースに各種スパイス・ハーブなどの蒸留酒や浸出液または果汁などを加えたものはフレーバードワインとして別記し、本項目には含めない。

## 概要
酒精強化ワインはイベリア半島など気温が高く温度管理が難しいブドウ栽培地域において、酸化・腐敗防止など保存性を高めると同時に、味わいに個性を持たせるために工夫されたワイン群である。また、保存性の良い酒精強化ワインは長期の輸送に耐えるため、船便による遠国への輸出にも向いたものであった。特にスペインやポルトガルのものは、18世紀に英仏関係が悪化してフランスとの取引が低迷したイギリスへワインを輸出するために発達したとも言われている。
酒精強化は、液中のアルコール分が一定量を超えると酵母が働かなくなり、アルコール発酵による糖の分解が止まる現象を利用している。添加アルコールには、ワインと同様にブドウを原料としたブランデーが多く用いられる。通常のワインのアルコール度数が概ね10-14度であるのに対し、酒精強化ワインは18度前後になる。発酵のどの段階でアルコールを加えるかで甘口・辛口の違いが生じる。基本的に、未発酵もしくは発酵途中に加えると糖分が多く残るために甘口、発酵後に加えたものは辛口となる。食前酒（アペリティフ）または食後酒（デザートワイン）として利用される。前者は酒精強化ワインの高いアルコール分による胃への刺激、食欲の増進を期待したもので、辛口のドライ・シェリーなどが好まれる。後者としては、消化の促進とともに食後の満足感を高める甘口のものが向く。飲用の他、菓子の風味付けや料理のソースなどにも利用される。

## 主な酒精強化ワイン
代表的なものにはスペインのシェリー、ポルトガルのポートワイン・マデイラワイン、イタリアのマルサラワインなどがある。

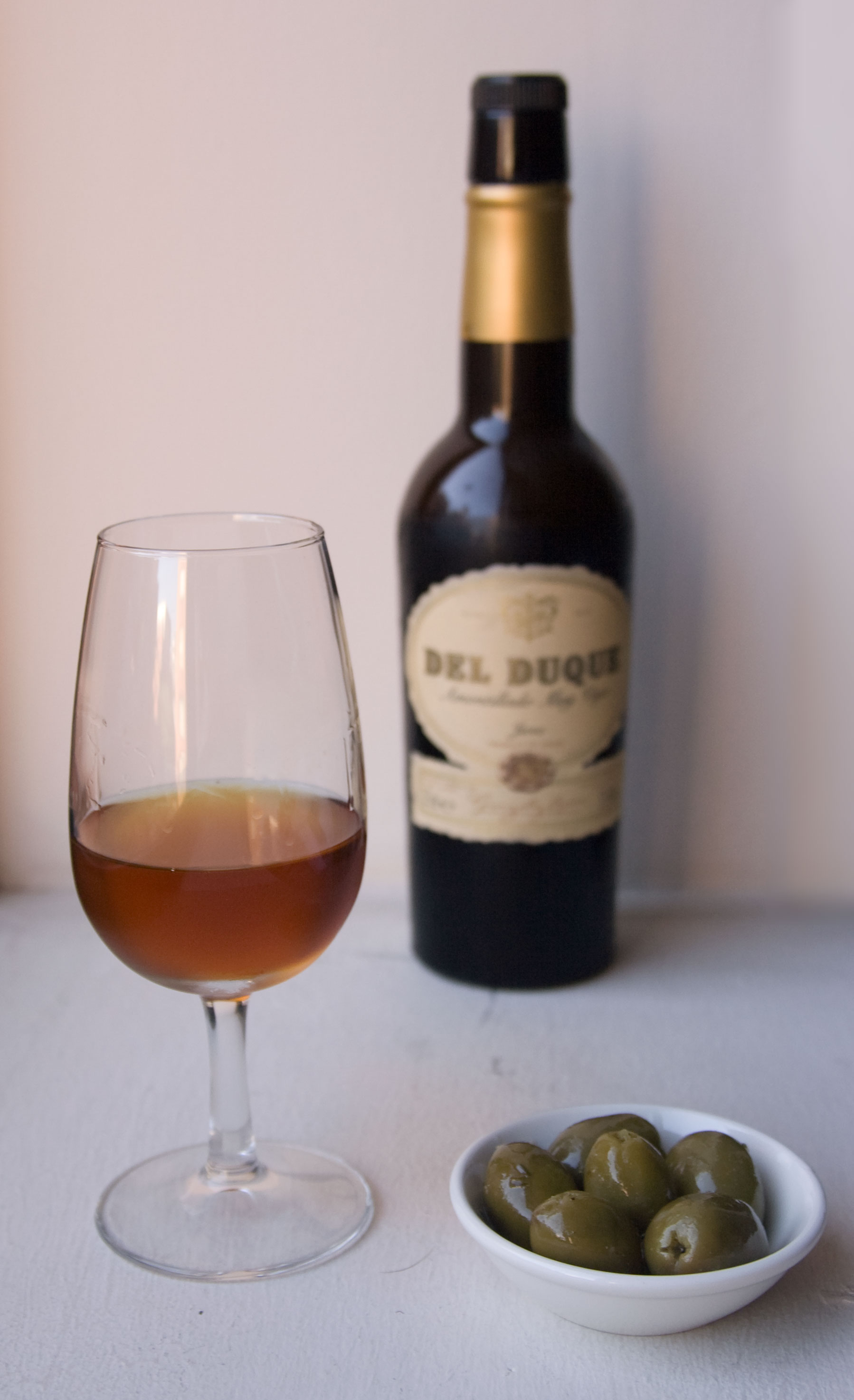
シェリー・アモンティリャード

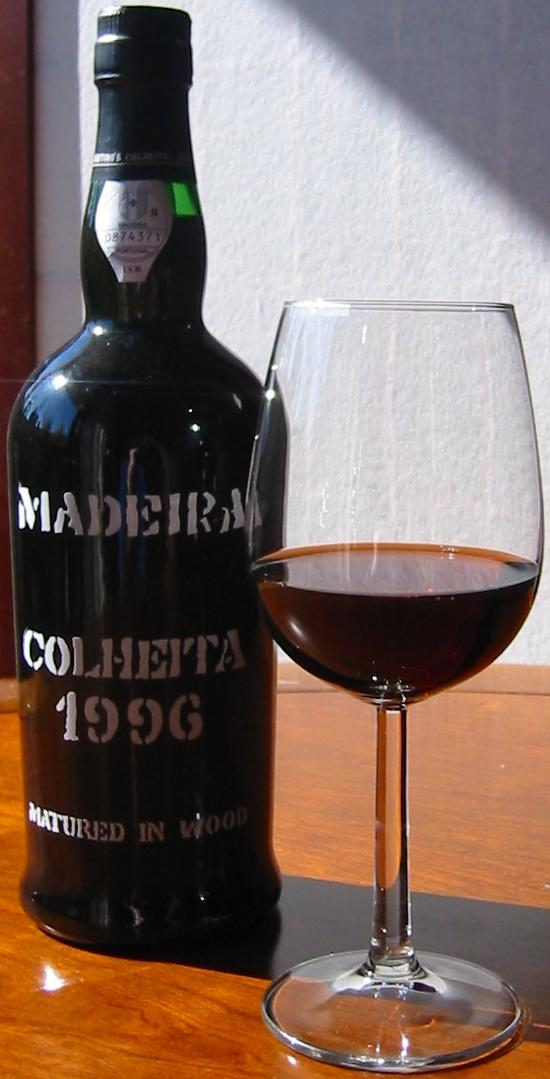
マルムジー・タイプのマデイラ・コルエイタ

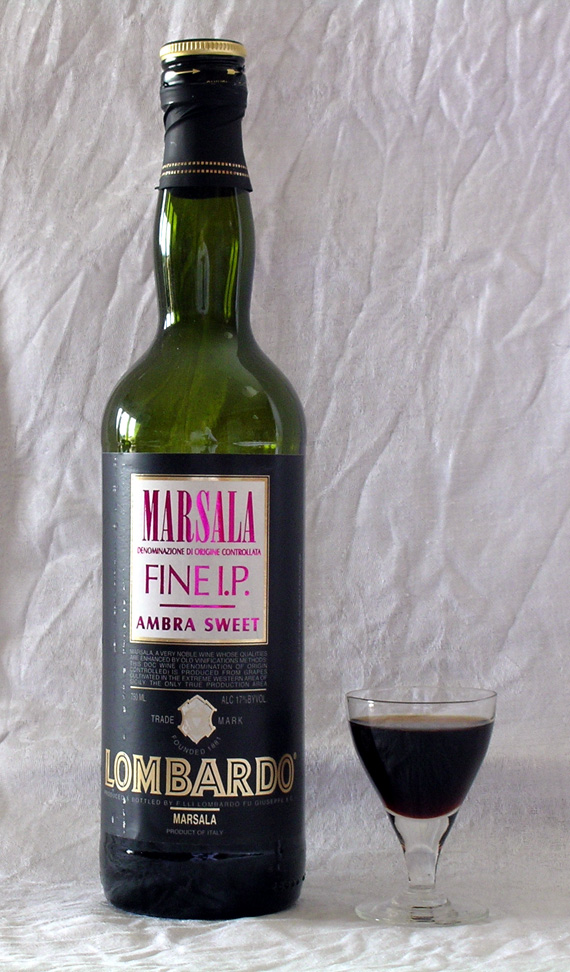
マルサラ・フィーネのボトルとグラス

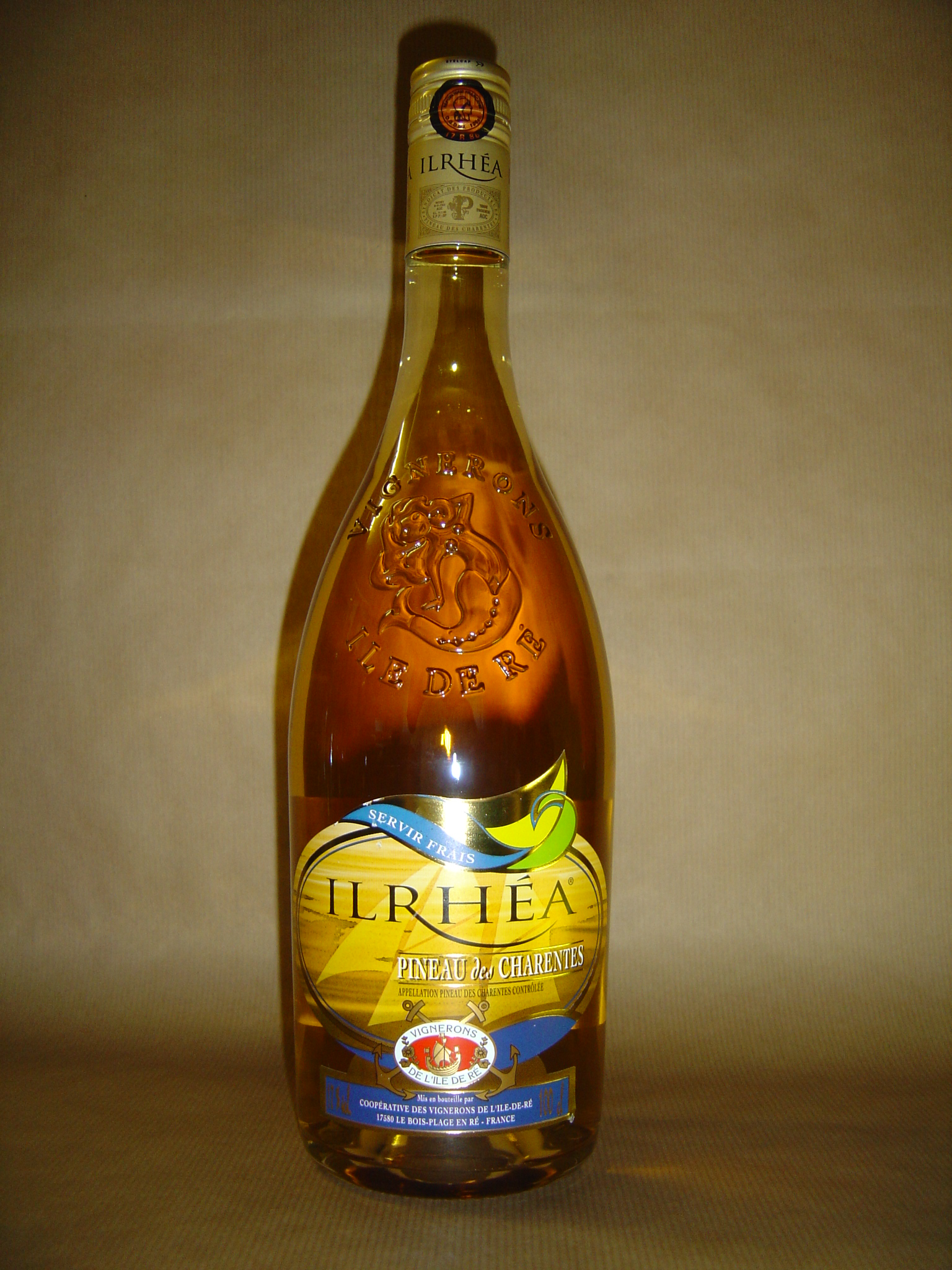
ピノ・デ・シャラント V.D.L.

### スペイン
シェリー
スペイン南部アンダルシア地方、カディスに近い3つの町、ヘレス・デ・ラ・フロンテーラ、サンルーカル・デ・バラメーダ、エル・プエルト・デ・サンタ・マリーア周辺が産地。呼称統制があり、この地方で作られたブドウを用い、この場所で製造されたワインのみがシェリーの名を許される。主な栽培品種はパロミーノ、ペドロ・ヒメネスである。以下のタイプがあり、いずれもソレラ・システムという独特の熟成手法が採られる。詳細はシェリーを参照。
- フィノ ： 軽い辛口。パロミノ種のみから作られる。アルコール分は15-17度。
- アモンティリャード ： フィノをさらに熟成させたタイプ。琥珀色で口当たりがよい。
- オロロソ： 独特の香味とこくが特徴。17-23度。オロロソはさらにラージャ、オロロソ、パロ・コルタド、クレマの4タイプに分けられる。
- ペドロ・ヒメネス ： ブドウの品種名でもある。18度前後。甘口。
- マンサニージャ ： サンルカール・デ・バラメダ産のフィノ・タイプ。フィノよりも古い歴史がある。

マラガワイン
同じくアンダルシア地方の港町マラガで生み出される酒精強化ワイン。マラガはローマ時代からワイン産地として知られる。栽培品種はペドロ・ヒメネス、モスカテルなどで、大半が白ワイン。

### ポルトガル
ポートワイン
ポルトー・ワインとも。日本に初めてもたらされたワインとされており、その出荷港がポルト港であったためにこの名が付いた。ポルトガル北部のドウロ川沿岸が産地。原料となるブドウの品種は多彩で、全29種がポートワインの推奨品種となっている。発酵途中にブランデーを加えるため甘口となる。オーストラリアや南アフリカでもポート・タイプのワインが作られている。ポートワインには以下のタイプがある。詳細はポートワインを参照。
- ルビー・ポート ： 若い甘口で熟成期間が2-3年と短く、果実香が豊か。もっとも一般的なタイプ。
- ホワイト・ポート ： 白ブドウを原料とする。甘口から辛口まである。
- トウニー・ポート ： 黄褐色をしている。熟成期間は10年程度。安価なものから高級品まで。
- ヴィンテージ・ポート ： 作柄のよい年に収穫されたブドウだけで作られる高級品。さらに澱を丁寧に除いたレイト・ボトルド・ヴィンテージ・ポートもある。

マデイラワイン
モロッコの西600キロの海上にあるマデイラ島（ポルトガル領）で作られる。発酵させたブドウ果汁を樽詰めし、樽ごと乾燥炉に入れて約50度で3-6ヶ月間加熱処理（エストファ）した上でブランデーを加える。マデイラワインには以下のタイプがある。
- セルシアル ： 辛口
- ヴェルデーリョ ： 中辛口
- ブアル ： 中甘口
- マルムジー ： 暗褐色をした甘口

### イタリア
マルサラワイン  (Marsala wine) 
シチリア島が産地。1773年、イギリスの商人ジョン・ウッドハウスがマルサラでマデイラワインをまねて作ったのが最初とされる。熟成度合によって以下の3タイプがある。
- フィーネ ： 4ヶ月以上熟成。甘口。
- スペリオーレ ： 2年以上熟成。辛口が主体。
- ヴェルジーネ ： 5年以上熟成。辛口。

### フランス
ヴァン・ド・リクール  (Vins de liqueur) 
未発酵の果汁にアルコールを添加し、数年の熟成を経て馴染ませたもの。アルコールとしてコニャックを用いるシャラント県コニャックのピノ・デ・シャラント（Pineau des Charentes）や、同じくアルマニャックを添加するフロック・ド・ガスコーニュ（Floc de Gascogne）などが有名。
ヴァン・ドゥー・ナチュレル  (Vin doux naturel) 
天然甘口ワイン、もしくは天然甘味ワイン。発酵中にアルコール添加するため甘口。栽培品種はマカベオ、グルナッシュ、マルヴォワジー、ミュスカなど。赤ワインではチョコレートと共に供されるバニュルス（Banyuls）やリヴザルト（Rivesaltes）、白ではミュスカ・ド・リヴザルト（Muscat de Rivesaltes）などがある。ヴァン・ドゥー・ナチュレルの製法は13世紀にモンペリエ大学のアルノー・ド・ヴィルヌーヴ（Arnaldus de Villa Nova）によって確立され、現代ではラングドック＝ルシヨン地域圏やコート・デュ・ローヌにおいて一般的なものとなった（ラングドック＝ルシヨンのワインも参照のこと）。このタイプの白ワインは、ミュスカ・ド・リヴザルトをはじめとしてミュスカ・ドゥ・ボーム・ドゥ・ヴニーズ（Muscat de Beaumes-de-Venise）、ミュスカ・ド・フロティニアン（Muscat de Frontignan）、ミュスカ・ド・リュネル（Muscat de Lunel）、ミュスカ・ド・ミルヴァル（Muscat de Mireval）、ミュスカ・ド・サン・ジャン・ド・ミネルヴォワ（Muscat de St-Jean Minervois）などの名前が示すように、すべてマスカットから造られている。一方赤ワインであるバニュルスやモーリー（Maury）にはグルナッシュが使われている。